# 후루카와 쓰요시 (축구 선수)
후루카와 쓰요시(일본어: 古川 毅, 1972년 9월 21일 ~ )는 일본의 전 축구 선수이다.

## 구단 경력
과거 오츠카 제약, 콘사돌레 삿포로, 몬테디오 야마가타에서 활동하였다.